# .land
.land est un domaine Internet de premier niveau générique non-restreint.
Ce domaine est destiné aux personnes et aux organisations œuvrant dans des domaines reliés au zonage, à la vente, à l'achat ou au développement de terrains (land est le mot anglais pour terrain).
Bien que le domaine soit destiné aux personnes et aux organisations œuvrant dans des domaines reliés au zonage, à la vente, à l'achat ou au développement de terrains, il est ouvert à tous sans restrictions.

## Historique
Le domaine .land a été créé en février 2014.

## Statistiques d'usage
En janvier 2025, environ 22 200 domaines utilisent l'extension .land.